# Caye Laughing Bird
La Caye Laughing Bird  ou Île de l'oiseau qui rit est la caye située dans la mer des Caraïbes, au large de Placencia. Elle appartient administrativement au district de Stann Creek. C'est l'une des 450 îles de la barrière de corail du Belize.
Caye Laughing Bird est également un parc national.

## Topographie
La caye Laughing Bird est l'île la plus méridionale du lagon central de la barrière de corail du Belize. L'île en forme de ver est située à 18 kilomètres à l'est de Placencia, du côté ouest du chenal Victoria. L'île mesure plus de 400 mètres de long mais seulement 40 mètres de large. Le sous-sol est constitué de sable et de gravier.

## Protection
L'île offre une protection à de nombreuses espèces d'oiseaux, comme la mouette atricille, le pélican brun et le héron vert. En outre, y vivent divers lézards et insectes. Une végétation peuple aussi l'île avec le cocotier, l'ipomée, le palétuvier rose, l'hymenocallis et le palétuvier blanc. Dans le ladon on trouve le Corail Corne d’élan.
En 1981, l'île a été déclarée aire marine protégée et en 1991, en parc national  qui, outre l'île, couvre également 4,1 hectares de la zone marine environnante et est géré par la Southern Environmental Association (SEA). Elle est classée en catégorie II par l'IUCN. En 1996, elle a été inscrite au patrimoine mondial de l'UNESCO au titre de Belize Barrier Reef Reserve System.
La pêche n'a pas eu lieu depuis lors en raison d'un engagement non contraignant de la municipalité de Placencia dans un rayon d'un kilomètre autour de l'île. Aujourd'hui, l'île peut être visitée depuis Placencia lors d'excursions d'une journée. À part un petit centre d'accueil et un abri ouvert avec des bancs de pique-nique, il n'y a pas d'infrastructure.

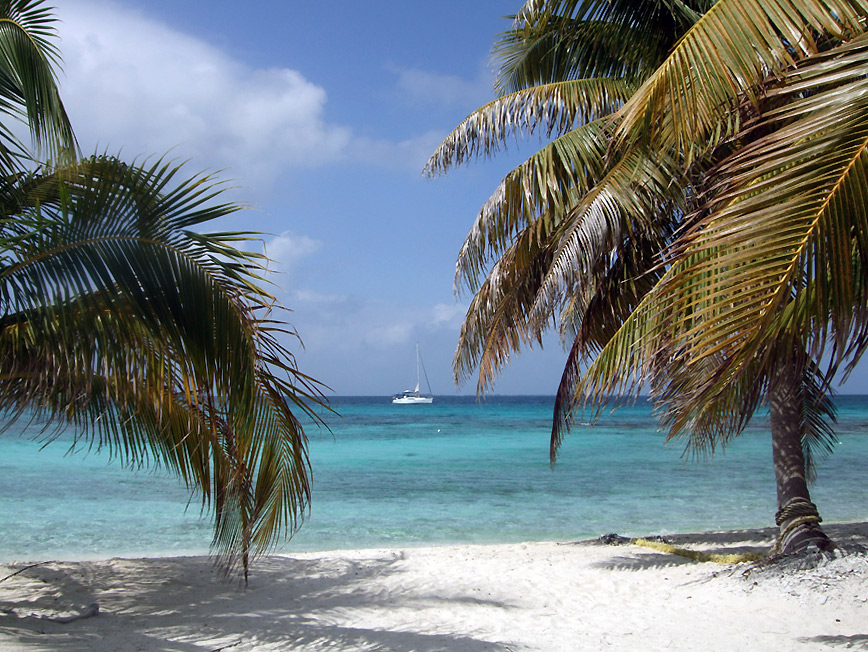
Caye Laughing Bird
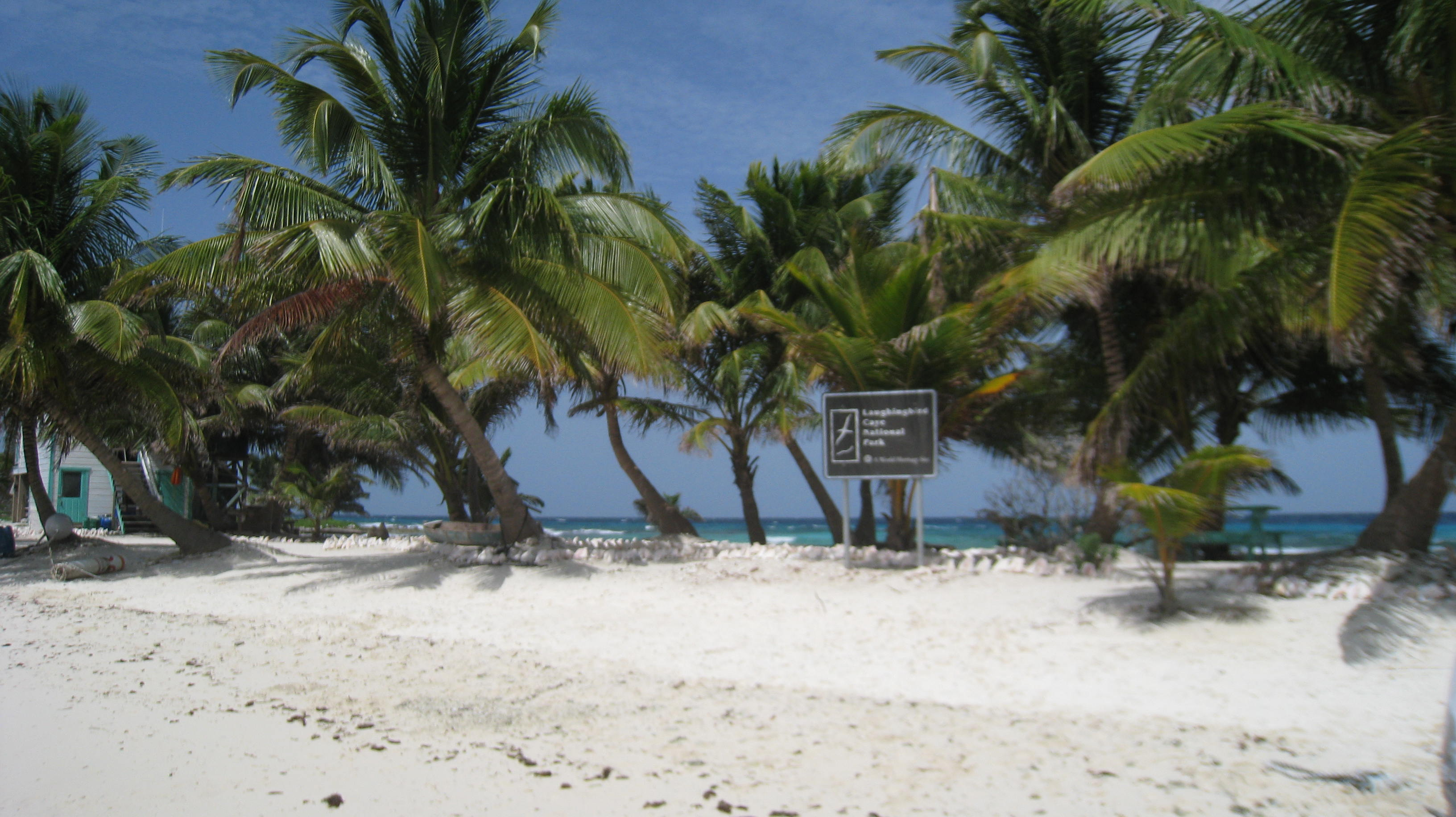